# 錫厄姆

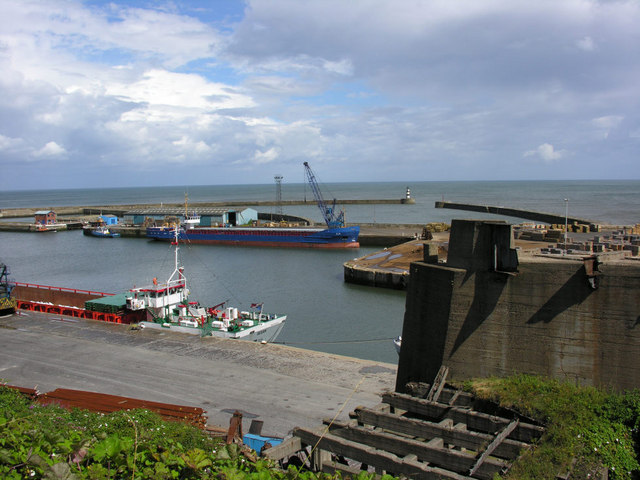
錫厄姆港

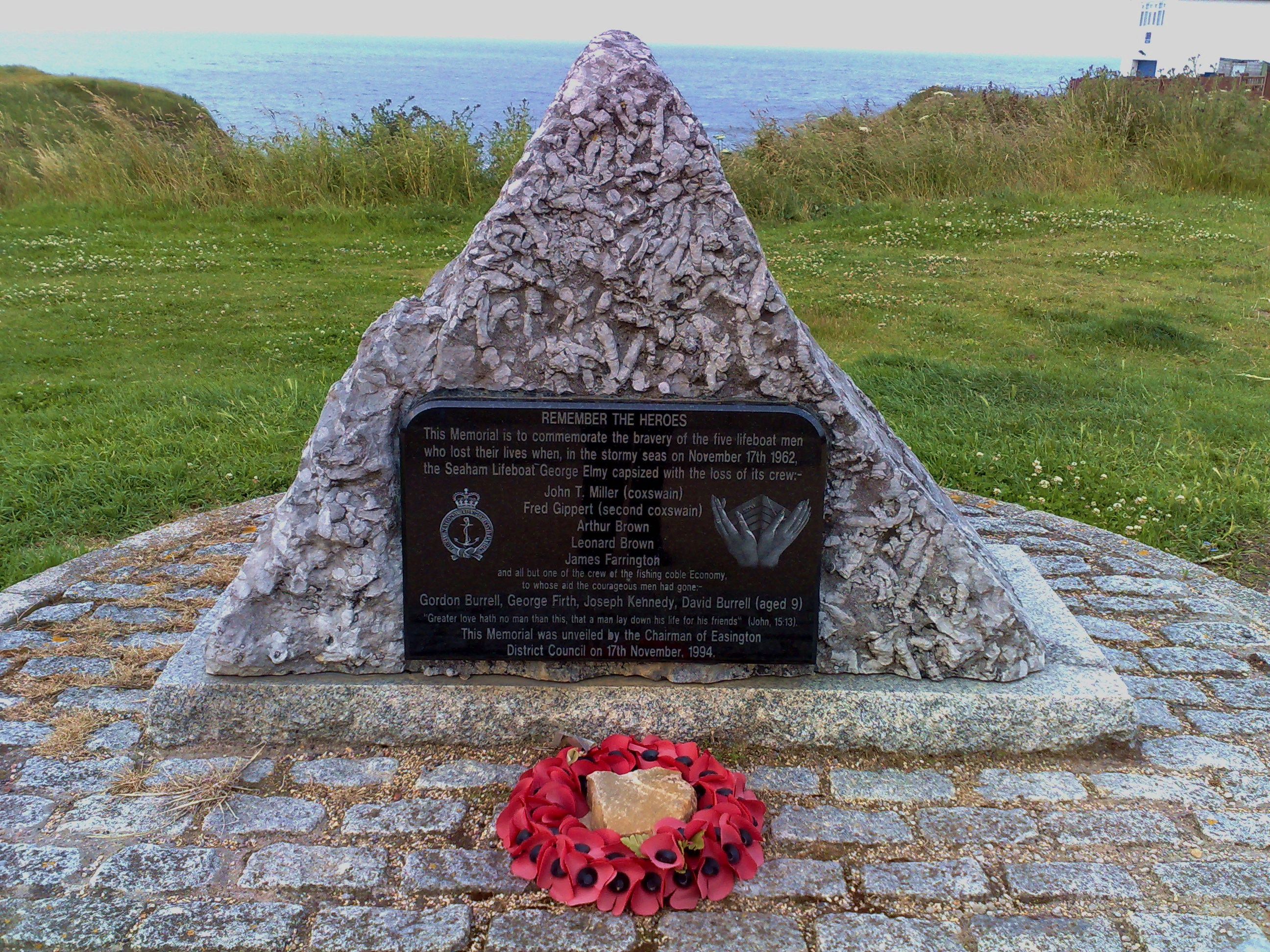
乔治埃尔米救生艇纪念碑

錫厄姆（英語：Seaham，/ˈsiːəm/ SEE-əm）是英格兰达勒姆郡的海滨小镇。坐落于達勒姆海岸、桑德兰以南6英里（10） ，郡治達勒姆以東13英里（21）。从19世纪末开始，由于对港口和煤矿的投资，该镇开始发展起来。该镇与德国格尔林根结为友好城市。